# Torymus gahani
Torymus gahani är en stekelart som först beskrevs av Huber 1927.  Torymus gahani ingår i släktet Torymus och familjen gallglanssteklar. Inga underarter finns listade i Catalogue of Life.